# Земитская волость
Земитская волость (латыш. Zemītes pagasts) — одна из семи территориальных единиц Кандавского края Латвии. Находится в юго-восточной части края. Граничит с Зантской, Ванской и Кандавской волостями своего края, Яунсатской и Ирлавской волостями Тукумского края, а также с Виесатской волостью Яунпилсского края.
Крупнейшими населёнными пунктами волости являются сёла: Земите (волостной центр), Гренчи, Клавциемс, Лаукмуйжа.
В Земитской волости находятся Земитская лютеранско-евангелистическая церковь и сохранившиеся постройки Земитского и Гренчского имений.
Через Земитскую волость проходят региональные автодороги P109 Кандава — Салдус и P121 Тукумс — Кулдига.
По территории волости протекают реки Кукшупе, Зильупите, Роя.

## История
В 1935 году площадь Земитской волости Туккумского уезда составляла 90 км².
В 1945 году в волости были созданы Кукшский и Земитский сельские советы. После отмены в 1949 году волостного деления Земитский сельсовет входил в состав Кандавского и Тукумского района.
В 1954 году к Земитскому сельсовету была присоединена территория ликвидированного Кукшского сельского совета. В 1965 году — ликвидированного Гренчского сельсовета. В том же году территория колхоза «Заля земе» Земитского сельсовета была переподчинена Абавскому сельсовету.
В 1990 году Земитский сельсовет был реорганизован в волость. В 1997 году Земитская волость была присоединена к Кандавской сельской территории. В 1999 году город Кандава со своей сельской территорией были подвергнуты новой реорганизации.
В 2009 году, по окончании латвийской административно-территориальной реформы, Земитская волость, вновь выделенная в самостоятельную единицу, вошла в состав Кандавского края.